# Paragaleus
Genre
Paragaleus est un genre de requins de la famille des Hemigaleidae.

## Liste des espèces
- Paragaleus leucolomatus Compagno et Smale, 1985 - Milandre à pointe blanche
- Paragaleus pectoralis (Garman, 1906) - Milandre jaune
- Paragaleus randalli Compagno, Krupp et Carpenter, 1996
- Paragaleus tengi (Chen, 1963) - Milandre belette